# Prodontria
Prodontria é um género de escaravelho da família Scarabaeidae.
Este género contém as seguintes espécies:
- Prodontria lewisi